# Pełniący obowiązki prezydenta Stanów Zjednoczonych

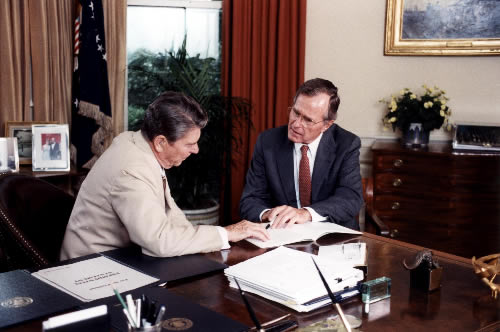
Wiceprezydent George H.W. Bush był p.o. prezydenta podczas operacji prezydenta Reagana w roku 1985

Pełniący obowiązki Prezydent Stanów Zjednoczonych (zwany też czasami, aczkolwiek mniej poprawnie tymczasowym prezydentem) (ang. Acting President of the United States) – tymczasowa funkcja, która oficjalnie powstała po ratyfikowaniu 25. poprawki do konstytucji USA.

## Procedura
W przypadku, gdyby prezydent był niezdolny do sprawowania swoich obowiązków, winien złożyć, na ręce spikera Izby Reprezentantów i przewodniczącego pro tempore senatu, list, w którym cedowałby swoje prerogatywy na ręce wiceprezydenta. Po ustaniu owej niezdolności winien złożyć list na ręce tych samych adresatów o jej ustaniu.
W innych przypadkach to gabinet może uznać go za niezdolnego do czasowego pełnienia obowiązków. Jednakże muszą być do tego spełnione różne warunki, co ma uniemożliwić nielegalne działania.

## Przypadki

Dick Cheney zastępował George’a W. Busha w roku 2002 i 2007

- 13 lipca 1985 prezydent Ronald Reagan musiał poddać się operacji. Ponieważ miał przebywać pod narkozą, wysłał odpowiedni list na ręce spikera Tipa O’Neilla i przewodniczącego pro tempore Senatu Stroma Thurmonda. Wiceprezydent George H.W. Bush sprawował jego funkcję od godziny 11.28 do 19.22. Mówiono wtedy, że prawdziwą władzę sprawował sekretarz skarbu Donald T. Regan, którego prasa ironicznie nazywała panem premierem.
- 29 czerwca 2002 roku prezydent George W. Bush poddał się badaniom, podczas których również konieczna okazała się narkoza. List z czasowym przekazaniem władzy wiceprezydentowi Dickowi Cheneyowi otrzymali spiker Dennis Hastert i przewodniczący pro tempore Senatu Robert Byrd. Cheney był p.o. prezydenta między godziną 7.09 a 9.24.
- 21 lipca 2007 roku prezydent George W. Bush przechodził zabieg kolonoskopii, wymagający pełnego znieczulenia. List z czasowym przekazaniem władzy wiceprezydentowi Dickowi Cheneyowi otrzymali spiker Nancy Pelosi i przewodniczący pro tempore Senatu Robert Byrd. Cheney był p.o. prezydenta między godziną 7.16 a 9.21, stając się pierwszą osobą pełniącą ten urząd więcej niż jeden raz.
- 19 listopada 2021 roku prezydent Joe Biden przechodził zabieg kolonoskopii, wymagający pełnego znieczulenia. W związku z tym obowiązki prezydenta pełniła, jako pierwsza kobieta w historii, wiceprezydent Kamala Harris, która była p.o. prezydenta między godziną 10.10 a 11.35[1].

## Inne przypadki
W roku 1957, kiedy prezydent Dwight Eisenhower przebywał w szpitalu, rząd zbierał się pod przewodnictwem wiceprezydenta Richarda Nixona.

## Znaczenie, ceremoniał
Urząd Pełniącego obowiązki Prezydenta Stanów Zjednoczonych jest różny od zaprzysiężonego prezydenta. Jednakże w tym czasie przysługują mu identyczne kompetencje i ceremoniał.